# Чур (Удмуртия)
Чур — село в Якшур-Бодьинском районе Удмуртской Республики Российской Федерации. Современный статус с 2004 года, в 1943—1991 годах посёлок городского типа.

## Название
Название по железнодорожной станции Чур, получившая имя по протекающей рядом лесной реке.

## География
Деревня находится в центральной части республики, в зоне хвойно-широколиственных лесов, на расстоянии приблизительно 16 км на восток по прямой от районного центра села Якшур-Бодья.

### Климат
Климат характеризуется как умеренно континентальный, с продолжительной холодной многоснежной зимой и относительно коротким тёплым летом. Среднегодовая многолетняя температура воздуха составляет 2,4 °С Средняя температура воздуха самого тёплого месяца (июля) — 18 °C (абсолютный максимум — 36,6 °C); самого холодного (января) — −15 °C (абсолютный минимум — −47,5 °C). Среднегодовое количество атмосферных осадков составляет 532 мм, из которых большая часть выпадает в тёплый период.

## История
Основано в 1861 году. В то время здесь была построена тюрьма для политических заключённых, рядом с которой стали селиться её работники. В 1910 году около тюрьмы прокладывалась узкоколейная Увинско-Узгинская железная дорога, на строительстве которой были задействованы местные политузники. В результате строительства возле тюрьмы появилась станции, начали селиться железнодорожники и лесозаготовители, накануне Первой мировой войны здесь было создано лесничество.
Во время Гражданской войны станция была почти полностью уничтожена белогвардейцами. Вскоре станция восстановлена, и посёлок стал быстро развиваться. Главным предприятием Чура стал леспромхоз. В довоенный период на станции были построены магазин, школа, больница, появились первые многоквартирные дома для рабочих-лесозаготовителей. В 1938 году посёлок сильно пострадал от лесного пожара.
В годы Великой Отечественной войны началось строительство ширококолейной железной дороги Ижевск — Балезино, призванной соединить коротким путём северный и южный ходы Транссиба. В Чуре новая дорога заменила узкоколейную Узгинскую ветку. В марте 1943 года Чур получил статус посёлка городского типа.
В 1952 году на станции был построен новый каменный вокзал, одновременно для нужд железной дороги велось строительство водонапорной башни. В 1958 году в связи с отсутствием лесосечного фонда закрылся леспромхоз. На его базе была открыта республиканская туберкулёзная больница.
В 1976 году началось строительство Чуровского завода силикатных стеновых материалов. Завод был сдан в эксплуатацию в 1982 году и с тех пор является градообразующим предприятием посёлка.
В 1991 году Чур был преобразован сначала в посёлок сельского типа, а в октябре 2004 года — в село.
До 2021 года — административный центр муниципального образования «Чуровское».

## Население
| 1943 | 1959  | 1970  | 1979  | 1989  | 2010  | 2012  |
| ---- | ----- | ----- | ----- | ----- | ----- | ----- |
| 1100 | ↗3334 | ↘1300 | ↘1163 | ↗2155 | ↘2079 | ↗2100 |

### Национальный состав
Согласно результатам переписи 2002 года, в национальной структуре населения русские составляли 66,1 %, удмурты — 25,2 %, татары — 5,8 %.

## Инфраструктура
Личное подсобное хозяйство с зоной сельскохозяйственного использования, индивидуальная застройка усадебного типа.
Чуровская Республиканская туберкулезная больница.
Отделение почтовой связи Чур 427110.
Школа

## Транспорт
В селе находится станция Чур Балезинского направления Ижевского региона Горьковской железной дороги. От села на восток также проходит автомобильная дорога к трассе Р-321, расстояние до Р-321 около 12,3 км.
Чур связан со столицей Удмуртии и районным центром регулярными автобусными маршрутами (№ 324 и № 125). Курсирующие через станцию Чур пригородные поезда соединяют село с Ижевском и крупными райцентрами республики (посёлки Игра и Балезино).